# Pisana Corner

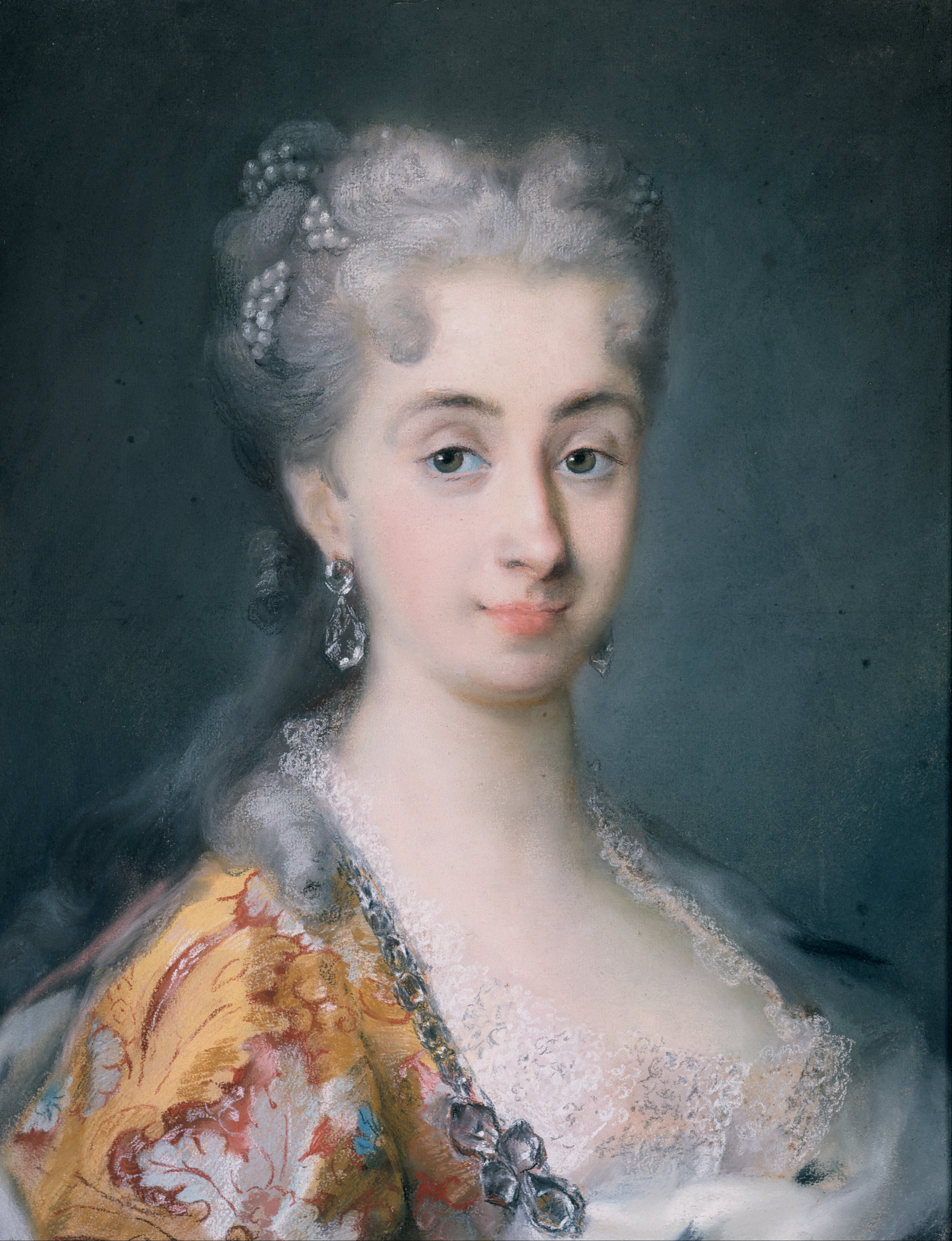
Rosalba Carriera: Porträt der Lucrezia Mocenigo oder der Pisana Corner (?), Pastell auf Papier, 52 mal 41 cm, Staatliche Kunstsammlungen Dresden; das Porträt entstand möglicherweise anlässlich der Hochzeit des Jahres 1739, zumal Rosalba erst 1746 erblindete. Bis 1809 wurde „Pisana Corner“ im Katalog der Kunstsammlung noch genannt, später nicht mehr. Zudem bestehen Zweifel, da sie nicht mit jener Namenscousine identifiziert werden kann, die 1716 den Empfang für August III. in Dresden gab, der ein Anlass zum Porträtieren gewesen sein könnte.

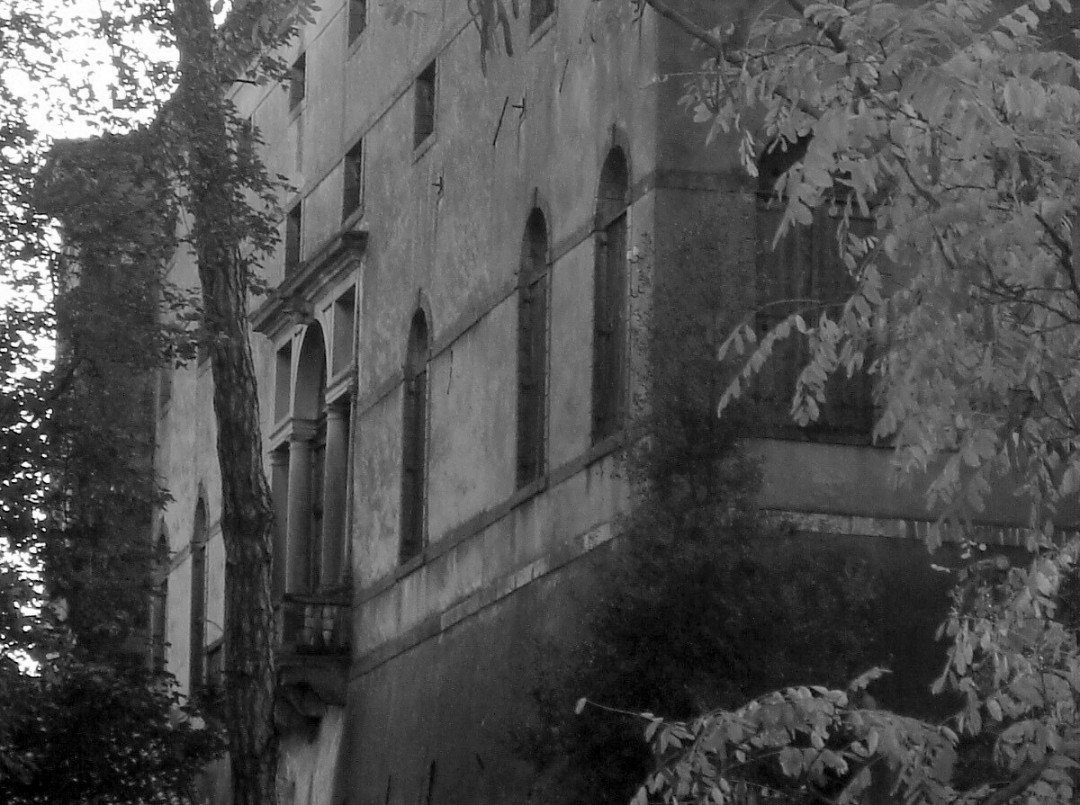
Detail der Fassade der Villa Mocenigo bei Cordignano

Pisana Corner, auch Cornaro († 10. März 1769 bei Cordignano), wurde als Ehefrau des Dogen Alvise Mocenigo IV. mit dem Beginn von dessen Amtszeit im Jahr 1763 zur Dogaressa. Doch starb sie nach einer kaum sechsjährigen Amtszeit fast ein Jahrzehnt vor ihrem Ehemann. Geheiratet hatte das Paar bereits am 5. Oktober 1739. Der Doge heiratete 1771 erneut, womit, so glaubte man lange, bis zu seinem Tod Polissena Contarini Da Mula Dogaressa wurde. Diese hatte jedoch den gleichnamigen Sohn des Dogen geheiratet.
Pisana Corner di Ferigo wurde in eine Familie geboren, die ihren Sitz in einem Palazzo in der Calle della Regina in der Gemeinde San Cassan hatte. Ihr Vater war Girolamo Corner, dessen höchstes Amt das eines Prokuratoren von San Marco war.
Ihre Hochzeit mit Alvise Mocenigo wurde mit größtem Aufwand gefeiert, da beide Familien zu den vermögendsten und einflussreichsten Venedigs zählten. Mit dem Dogen hatte sie sechs Söhne (die allesamt Alvise hießen und zur Unterscheidung einen zweiten Vornamen erhielten), hinzu kamen zwei Töchter namens Cecilia und Maria, die jedoch schon als Kinder starben. Die eigenartige Sitte, die Söhne gleichsam durchzunummerieren, rührt daher, dass die Bedingung in einem Legat darin bestand, diese Kinder allesamt Luigi, bzw. venezianisch Alvise zu nennen. Da die Familie aber zahlreiche männliche Nachkommen hatte und demzufolge alle Alvise hießen, behalf man sich mit einer Nummerierung, die allerdings wiederum nicht in die Nummerierung der vier Dogen gleichen Namens einfloss. Dies geht aus einem Hinweis von etwa 1664 aus der Feder eines anonymen Verfassers hervor.
Pisana Corner wurde, obwohl dies seit langem untersagt worden war, am 22. April 1763 als letzter Dogaressa ein feierlicher Einzug gewährt. Dieser fand unter großem Aufwand drei Tage nach der Wahl ihres Ehemannes zum Dogen statt.
Für ihren Sohn Francesco Corner organisierte sie die Hochzeitsfeierlichkeiten, doch starb bald ihre Schwiegertochter. Pisana Corner zog sich daraufhin zunehmend aus dem öffentlichen Leben zurück und verbrachte viel Zeit auf ihrem Landgut in Cordignano.
Corner, die als hoch gebildet galt, war besonders an Fragen der astronomischen Beobachtung und der Naturgeschichte sowie der Anatomie interessiert und mit Ärzten wie Giovanni Santorini und Giambattista Morgagni befreundet.
Sie habe „nach einer ausgestandenen schweren Unpäßlichkeit das Zeitliche gesegnet“, wie es in den Kurtz-gefaßten Historischen Nachrichten Zum Behuf der Neuern Europäischen Begebenheit Auf das Jahr 1769 heißt. Nachdem sie also dort gestorben war, wurde ihr Leichnam nach Venedig gebracht, um in der Kirche San Zanipolo am 13. März feierlich beigesetzt zu werden.